# Reichstagswahlkreis Herzogtum Braunschweig 2

Die Wahlkreisaufteilung des Deutschen Reichs.

Der Reichstagswahlkreis Herzogtum Braunschweig 2 (in der reichsweiten Durchnummerierung auch Reichstagswahlkreis 362; auch Reichstagswahlkreis Helmstedt-Wolfenbüttel genannt) war der zweite Reichstagswahlkreis für das Herzogtum Braunschweig für die Reichstagswahlen im Deutschen Reich und im Norddeutschen Bund von 1867 bis 1918.

## Wahlkreiszuschnitt
Der Wahlkreis umfasste den Kreis Helmstedt und den Kreis Wolfenbüttel ohne den Amtsgerichtsbezirk Harzburg. Der Wahlkreis war eine Parteihochburg der NLP, die ihn mit einer Ausnahme immer gewinnen konnte.
| Jahr | Einwohner |
| ---- | --------- |
| 1890 | 129.675   |
| 1895 | 138.472   |
| 1900 | 145.679   |
| 1905 | 151.053   |
| 1910 | 148.511   |

|      | Landwirtschaft | Industrie und Gewerbe | Handel und Dienstleistungen |
| ---- | -------------- | --------------------- | --------------------------- |
| 1895 | 49,8           | 35,4                  | 14,8                        |
| 1907 | 44,8           | 38,1                  | 17,1                        |

|      | Evangelisch | Katholisch |
| ---- | ----------- | ---------- |
| 1890 | 94,3        | 5,0        |
| 1905 | 91,8        | 7,5        |
| 1910 | 92,0        | 7,3        |

## Abgeordnete
| Wahl                                        | Abgeordneter               | Partei | Bild |
| ------------------------------------------- | -------------------------- | ------ | ---- |
| Reichstagswahl Februar 1867 bis August 1867 | Adolf Ernst Theodor Müller | NLP    | 0    |
| Reichstagswahl August 1867 bis 1870         | Ferdinand von Heinemann    | NLP    | 0    |
| Ersatzwahl 1870 bis 1873                    | August Ludwig von Rochau   | NLP    | 0    |
| Reichstagswahl 1874 bis 1877                | Bernhard Abeken            | NLP    | 0    |
| Reichstagswahl 1877 bis 1881                | August Kuntzen             | NLP    | 0    |
| Reichstagswahl 1881 bis 1881                | Ferdinand von Heinemann    | NLP    | 0    |
| Ersatzwahl 1881 bis 1890                    | Hermann Roemer             | NLP    |      |
| Reichstagswahl 1890 bis 1893                | Karl Schrader              | DFP    | 0    |
| Reichstagswahl 1893 bis 1898                | Albert Schwerdtfeger       | NLP    | 0    |
| Reichstagswahl 1898 bis 1908                | Fritz von Kaufmann         | NLP    | 0    |
| Ersatzwahl 1908 bis 1918                    | Karl Kleye                 | NLP    |      |

## Wahlen

### 1867 (Februar)
Es fand nur ein Wahlgang statt. Die Zahl der gültigen Stimmen betrug 6072.
| Kandidat                   | Partei | Stimmen | in % | Anmerkungen |
| -------------------------- | ------ | ------- | ---- | ----------- |
| Adolf Ernst Theodor Müller | NLP    | 5408    | 0    | 0           |

### 1867 (August)
Es fand nur ein Wahlgang statt. Die Zahl der gültigen Stimmen betrug 6887.
| Kandidat                | Partei | Stimmen | in % | Anmerkungen |
| ----------------------- | ------ | ------- | ---- | ----------- |
| Ferdinand von Heinemann | NLP    | 6291    | 0    | 0           |

### Ersatzwahl 1870
Ferdinand von Heinemann legte das Mandat Ende Januar 1870 aufgrund seiner Ernennung zum Gymnasialdirektor in Wolfenbüttel nieder. In der Ersatzwahl am 25. Februar 1870 wurde August Ludwig von Rochau gewählt.

### 1871
Es fand ein Wahlgang statt. 21.612 Männer waren wahlberechtigt. Die Zahl der abgegebenen Stimmen betrug 7606, 29 Stimmen waren ungültig. Die Wahlbeteiligung betrug 35,3 %.
| Kandidat          | Partei   | Stimmen | in % | Anmerkungen |
| ----------------- | -------- | ------- | ---- | ----------- |
| Ludwig von Rochau | NLP      | 7103    | 0    | 0           |
| Spier             | S (Eis)  | 464     | 0    | Lehrer      |
| 0                 | Sonstige | 39      | 0    | 0           |

Ludwig von Rochau starb am 15. Oktober 1873. Aufgrund der zeitlichen Nähe der nächsten Wahl fand keine Ersatzwahl statt.

### 1874
Es fand ein Wahlgang statt. 23.241 Männer waren wahlberechtigt. Die Zahl der abgegebenen Stimmen betrug 14.798, 111 Stimmen waren ungültig. Die Wahlbeteiligung betrug 64,1 %.
| Kandidat        | Partei   | Stimmen | in % | Anmerkungen |
| --------------- | -------- | ------- | ---- | ----------- |
| Bernhard Abeken | NLP      | 10.157  | 0    | 0           |
| W. Brake        | S (Eis)  | 4630    | 0    | Kaufmann    |
| 0               | Sonstige | 11      | 0    | 0           |

### 1877
Es fand ein Wahlgang statt. 24.151 Männer waren wahlberechtigt. Die Zahl der abgegebenen Stimmen betrug 13.349, 83 Stimmen waren ungültig. Die Wahlbeteiligung betrug 55,6 %.
| Kandidat       | Partei   | Stimmen | in % | Anmerkungen |
| -------------- | -------- | ------- | ---- | ----------- |
| August Kuntzen | NLP      | 10.123  | 0    | 0           |
| W. Brake       | S (Eis)  | 3094    | 0    | 0           |
|                | NLP      | 65      | 0    | 0           |
| von Veltheim   | Kons     | 55      | 0    | 0           |
| 0              | Sonstige | 12      | 0    | 0           |

### 1878
Es fand ein Wahlgang statt. 24.829 Männer waren wahlberechtigt. Die Zahl der abgegebenen Stimmen betrug 13.155, 50 Stimmen waren ungültig. Die Wahlbeteiligung betrug 53,2 %.
| Kandidat       | Partei   | Stimmen | in % | Anmerkungen |
| -------------- | -------- | ------- | ---- | ----------- |
| August Kuntzen | NLP      | 12.236  | 0    | 0           |
| W. Brake       | S (Eis)  | 820     | 0    | 0           |
| Trieps         | Kons     | 70      | 0    | 0           |
| 0              | Sonstige | 29      | 0    | 0           |

### 1881
Es fand ein Wahlgang statt. 25.043 Männer waren wahlberechtigt. Die Zahl der abgegebenen Stimmen betrug 11.309, 88 Stimmen waren ungültig. Die Wahlbeteiligung betrug 45,5 %.
| Kandidat                 | Partei   | Stimmen | in % | Anmerkungen |
| ------------------------ | -------- | ------- | ---- | ----------- |
| Ferdinand von Heinemann  | NLP      | 7035    | 0    | 0           |
| Wilhelm Blos             | S        | 173     | 0    | 0           |
| Baron Burkhard von Cramm | RP       | 4056    | 0    | 0           |
| 0                        | Sonstige | 45      | 0    | 0           |

### Ersatzwahl 1881
Ferdinand von Heinemann starb am 29. November 1881 und es kam zu einer Ersatzwahl. Es fand ein Wahlgang statt. Die Zahl der abgegebenen Stimmen betrug 11.225, 61 Stimmen waren ungültig. Die Wahlbeteiligung betrug 45 %.
| Kandidat                 | Partei   | Stimmen | in % | Anmerkungen |
| ------------------------ | -------- | ------- | ---- | ----------- |
| Hermann Roemer           | NLP      | 6966    | 0    | 0           |
| August Bebel             | S        | 756     | 0    | 0           |
| Baron Burkhard von Cramm | RP       | 3493    | 0    | 0           |
| 0                        | Sonstige | 10      | 0    | 0           |

### 1884
Es fand ein Wahlgang statt. 25.797 Männer waren wahlberechtigt. Die Zahl der abgegebenen Stimmen betrug 6867, 47 Stimmen waren ungültig. Die Wahlbeteiligung betrug 26,8 %.
| Kandidat       | Partei | Stimmen | in % | Anmerkungen |
| -------------- | ------ | ------- | ---- | ----------- |
|                | RP     | 923     |      | 0           |
|                | RP     | 449     |      | 0           |
| Hermann Roemer | NL     | 4283    |      | 0           |
|                | SPD    | 792     |      | 0           |
| Sonstige       | 0      | 77      |      | 0           |

### 1887
Die Kartellparteien NLP, Konservative und Freikonservative unterstützten den NLP-Kandidaten Hermann Roemer.
Es fand ein Wahlgang statt. 26.660 Männer waren wahlberechtigt. Die Zahl der abgegebenen Stimmen betrug 18.003, 75 Stimmen waren ungültig. Die Wahlbeteiligung betrug 67,8 %.
| Kandidat       | Partei | Stimmen | in % | Anmerkungen |
| -------------- | ------ | ------- | ---- | ----------- |
|                | W      | 619     |      | 0           |
|                | F      | 2234    |      | 0           |
| Hermann Roemer | NL     | 13.391  |      | 0           |
|                | SPD    | 1744    |      | 0           |
| Sonstige       | 0      | 15      |      | 0           |

### 1890
Die Kartellparteien stellten bei dieser Wahl den freikonservativen Amtsrat von Schwartz-Hessen auf. Die NLP in Helmstedt verweigerte sich aber dieser Personalentscheidung und stellte Kennecke als nationalliberalen Gegenkandidaten auf. Diese Uneinigkeit führte zu dem einzigen Sieg der Linksliberalen in diesem Wahlkreis.
Es fanden zwei Wahlgänge statt. Die Zahl der Wahlberechtigten betrug 27.751. Die Zahl der abgegebenen gültigen Stimmen betrug im ersten Wahlgang 18.908, 57 Stimmen waren ungültig. Die Wahlbeteiligung belief sich auf 68,1 %.
| Kandidat            | Partei   | Stimmen | in %   | Anmerkungen                      |
| ------------------- | -------- | ------- | ------ | -------------------------------- |
| Karl Schrader       | DFP      | 4928    | 26,2 % | 0                                |
| Kennecke            | NLP      | 5921    | 31,4 % | 0                                |
| von Schwartz-Hessen | RP       | 4135    | 21,9 % | Amtsrat, Oberamtmann, Kammerherr |
|                     | SPD      | 3617    | 19,2 % | 0                                |
|                     | W        | 230     | 1,2 %  | 0                                |
| 0                   | Sonstige | 20      | 0,1 %  | 0                                |

In der Stichwahl unterstützte die SPD Schrader. Im Gegenzug unterstützte die DFP im Reichstagswahlkreis Herzogtum Braunschweig 1 den SPD-Kandidaten Blos.
Die Zahl der abgegebenen gültigen Stimmen betrug in der Stichwahl 21.355, 62 Stimmen waren ungültig. Die Wahlbeteiligung belief sich auf 77,0 %.
| Kandidat      | Partei | Stimmen | in %   | Anmerkungen |
| ------------- | ------ | ------- | ------ | ----------- |
| Karl Schrader | DFP    | 10.744  | 50,5 % | 0           |
| Kennecke      | NLP    | 10.549  | 49,5 % | 0           |

### 1893
Der BdL nominierte Albert Schwerdtfeger als Kandidaten, der versprach, nach der Wahl der Fraktion der NLP beizutreten. Die NLP hatte zu diesem Zeitpunkt aber bereits Landsyndikus Rhamm als Kandidaten benannt. Rhamm zog nach der Entscheidung des BdL seine Kandidatur zurück, die NLP stellte aber dennoch mit Eduard Orth einen eigenen Kandidaten auf.
Es fanden zwei Wahlgänge statt. Die Zahl der Wahlberechtigten betrug 29.017. Die Zahl der abgegebenen gültigen Stimmen betrug im ersten Wahlgang 21.605, 56 Stimmen waren ungültig. Die Wahlbeteiligung belief sich auf 72,2 %.
| Kandidat             | Partei   | Stimmen | in %   | Anmerkungen                     |
| -------------------- | -------- | ------- | ------ | ------------------------------- |
| Karl Schrader        | FVg      | 4006    | 18,6 % | 0                               |
| Albert Schwerdtfeger | NLP      | 9129    | 42,3 % | 0                               |
| Eduard Orth          | NLP      | 2278    | 10,6 % | Kreisdirektor, Braunschweig     |
| Wentzel              | SPD      | 6118    | 28,4 % | Zigarrenmacher aus Königslutter |
| 0                    | Sonstige | 18      | 0,1 %  | 0                               |

Die Zahl der abgegebenen gültigen Stimmen betrug in der Stichwahl 21.208, 123 Stimmen waren ungültig. Die Wahlbeteiligung belief sich auf 70,9 %.
| Kandidat             | Partei | Stimmen | in %   | Anmerkungen |
| -------------------- | ------ | ------- | ------ | ----------- |
| Albert Schwerdtfeger | NLP    |         |        | 0           |
| Wentzel              | SPD    | 7487    | 35,5 % | 0           |

### 1898
Erneut war es der BdL, der einen Kandidaten, Fritz von Kaufmann, vorschlug, der der NLP-Fraktion als Hospitant beitreten wollte. Diesmal erhielt er auch die Unterstützung der NLP, der Konservativen, Freikonservativen, der DSP und der gemäßigten Welfen.
Es fand ein Wahlgang statt. Die Zahl der Wahlberechtigten betrug 31.477. Die Zahl der abgegebenen gültigen Stimmen betrug im ersten Wahlgang 20.047, 111 Stimmen waren ungültig. Die Wahlbeteiligung belief sich auf 63,7 %.
| Kandidat           | Partei   | Stimmen | in %   | Anmerkungen |
| ------------------ | -------- | ------- | ------ | ----------- |
| Karl Schrader      | FVg      | 760     | 3,8 %  | 0           |
| Fritz von Kaufmann | NLP      | 10.559  | 53,0 % | 0           |
| Wentzel            | SPD      | 5185    | 26,0 % | 0           |
| Otto Elster        | W        | 3250    | 16,3 % | 0           |
| Karl Trimborn      | Zentrum  | 162     | 0,8 %  | 0           |
| 0                  | Sonstige | 20      | 0,1 %  | 0           |

### 1903
Der Wahlverein des BdL unterstützte erneut Kaufmann. Bei der Reichsorganisation des BdL wurde dieser Beschluss als „unannehmbar“ bewertet. Auf einer erneuten Vertrauensmännerversammlung entschied man sich, stattdessen Römer als eigenen Kandidaten aufzustellen. In der Folge traten führende BdL-Mitglieder, darunter der langjährige Vorsitzende Rühland und Kaufmann selber aus dem BdL aus.
Römer wurde auch von der DSP unterstützt. Die gemäßigten und die radikalen Welfen einigten sich auf Dedekind.
Es fanden zwei Wahlgänge statt. Die Zahl der Wahlberechtigten betrug 32.480. Die Zahl der abgegebenen gültigen Stimmen betrug im ersten Wahlgang 23.566, 52 Stimmen waren ungültig. Die Wahlbeteiligung belief sich auf 72,6 %.
| Kandidat           | Partei   | Stimmen | in %   | Anmerkungen                 |
| ------------------ | -------- | ------- | ------ | --------------------------- |
| Ludwig Römer       | BdL      | 5049    | 21,5 % | Landwirt, MdL aus Beddingen |
| Fritz von Kaufmann | NLP      | 5810    | 24,7 % | 0                           |
| Heinrich Rieke     | SPD      | 8094    | 34,3 % | 0                           |
| Hermann Dedekind   | W        | 4141    | 17,6 % | Notar                       |
| Karl Trimborn      | Zentrum  | 394     | 1,7 %  | 0                           |
| 0                  | Sonstige | 26      | 0,1 %  | 0                           |

In der Stichwahl unterstützen BdL und die Welfen Kaufmann.
Die Zahl der abgegebenen gültigen Stimmen betrug in der Stichwahl 23.921, 118 Stimmen waren ungültig. Die Wahlbeteiligung belief sich auf 73,6 %.
| Kandidat           | Partei | Stimmen | in %   | Anmerkungen |
| ------------------ | ------ | ------- | ------ | ----------- |
| Fritz von Kaufmann | NLP    | 14.636  | 61,5 % | 0           |
| Heinrich Rieke     | SPD    | 9167    | 38,5 % | 0           |

### 1907
Kaufmann wurde auch von BdL und Welfen unterstützt.
Es fand ein Wahlgang statt. Die Zahl der Wahlberechtigten betrug 33.815. Die Zahl der abgegebenen gültigen Stimmen betrug im ersten Wahlgang 27.584, 92 Stimmen waren ungültig. Die Wahlbeteiligung belief sich auf 81,6 %.
| Kandidat           | Partei   | Stimmen | in %   | Anmerkungen |
| ------------------ | -------- | ------- | ------ | ----------- |
| Fritz von Kaufmann | NLP      | 14.122  | 51,4 % | 0           |
| Heinrich Rieke     | SPD      | 7998    | 29,1 % | 0           |
| Hermann Dedekind   | W        | 4876    | 17,7 % | Notar       |
| Matthias Erzberger | Zentrum  | 472     | 1,7 %  | 0           |
| 0                  | Sonstige | 24      | 0,1 %  | 0           |

### Ersatzwahl 1908
Fritz von Kaufmann starb am 17. Juli 1908. Entsprechend fand am 11. September 1908 eine Ersatzwahl statt. Kleye fand die Unterstützung von BdL und den gemäßigten Welfen.
Es fanden zwei Wahlgänge statt. Die Zahl der abgegebenen gültigen Stimmen betrug im ersten Wahlgang 24.603, 76 Stimmen waren ungültig. Die Wahlbeteiligung belief sich auf 74,1 %.
| Kandidat         | Partei   | Stimmen | in %   | Anmerkungen |
| ---------------- | -------- | ------- | ------ | ----------- |
| Karl Kleye       | NLP      | 11.422  | 46,6 % | 0           |
| Heinrich Rieke   | SPD      | 7190    | 29,3 % | 0           |
| Hermann Dedekind | W        | 5912    | 24,1 % | Notar       |
| 0                | Sonstige | 3       | 0,0 %  | 0           |

Die Zahl der abgegebenen gültigen Stimmen betrug in der Stichwahl (am 22. September 1908) 24.635, 321 Stimmen waren ungültig. Die Wahlbeteiligung belief sich auf 74,2 %.
| Kandidat       | Partei | Stimmen | in %   | Anmerkungen |
| -------------- | ------ | ------- | ------ | ----------- |
| Karl Kleye     | NLP    | 15.408  | 63,4 % | 0           |
| Heinrich Rieke | SPD    | 8906    | 36,6 % | 0           |

### 1912
Diesmal trat Kleye als gesamtliberaler Kandidat mit Unterstützung der FoVP an. Die rechten Parteien versammelten sich hinter Notar Damm. Damm und Kleye vereinbarten, in einer Stichwahl gegen den Sozialdemokraten jeweils den bürgerlichen Kandidaten zu unterstützen.
Es fanden zwei Wahlgänge statt. Die Zahl der Wahlberechtigten betrug 33.533. Die Zahl der abgegebenen gültigen Stimmen betrug im ersten Wahlgang 28.717, 136 Stimmen waren ungültig. Die Wahlbeteiligung belief sich auf 85,6 %.
| Kandidat       | Partei   | Stimmen | in %   | Anmerkungen |
| -------------- | -------- | ------- | ------ | ----------- |
| Karl Kleye     | NLP      | 13.063  | 45,7 % | 0           |
| Heinrich Rieke | SPD      | 9938    | 34,8 % | 0           |
| Kurd von Damm  | WVg      | 5550    | 19,4 % | Notar       |
| 0              | Sonstige | 30      | 0,1 %  | 0           |

Wie vor der Hauptwahl vereinbart war, rief Damm zur Wahl von Kleye auf.
Die Zahl der abgegebenen gültigen Stimmen betrug in der Stichwahl 28.663, 229 Stimmen waren ungültig. Die Wahlbeteiligung belief sich auf 85,5 %.
| Kandidat       | Partei | Stimmen | in %   | Anmerkungen |
| -------------- | ------ | ------- | ------ | ----------- |
| Karl Kleye     | NLP    | 17.044  | 59,9 % | 0           |
| Heinrich Rieke | SPD    | 11.390  | 40,1 % | 0           |